# Pylaemenes sepilokensis

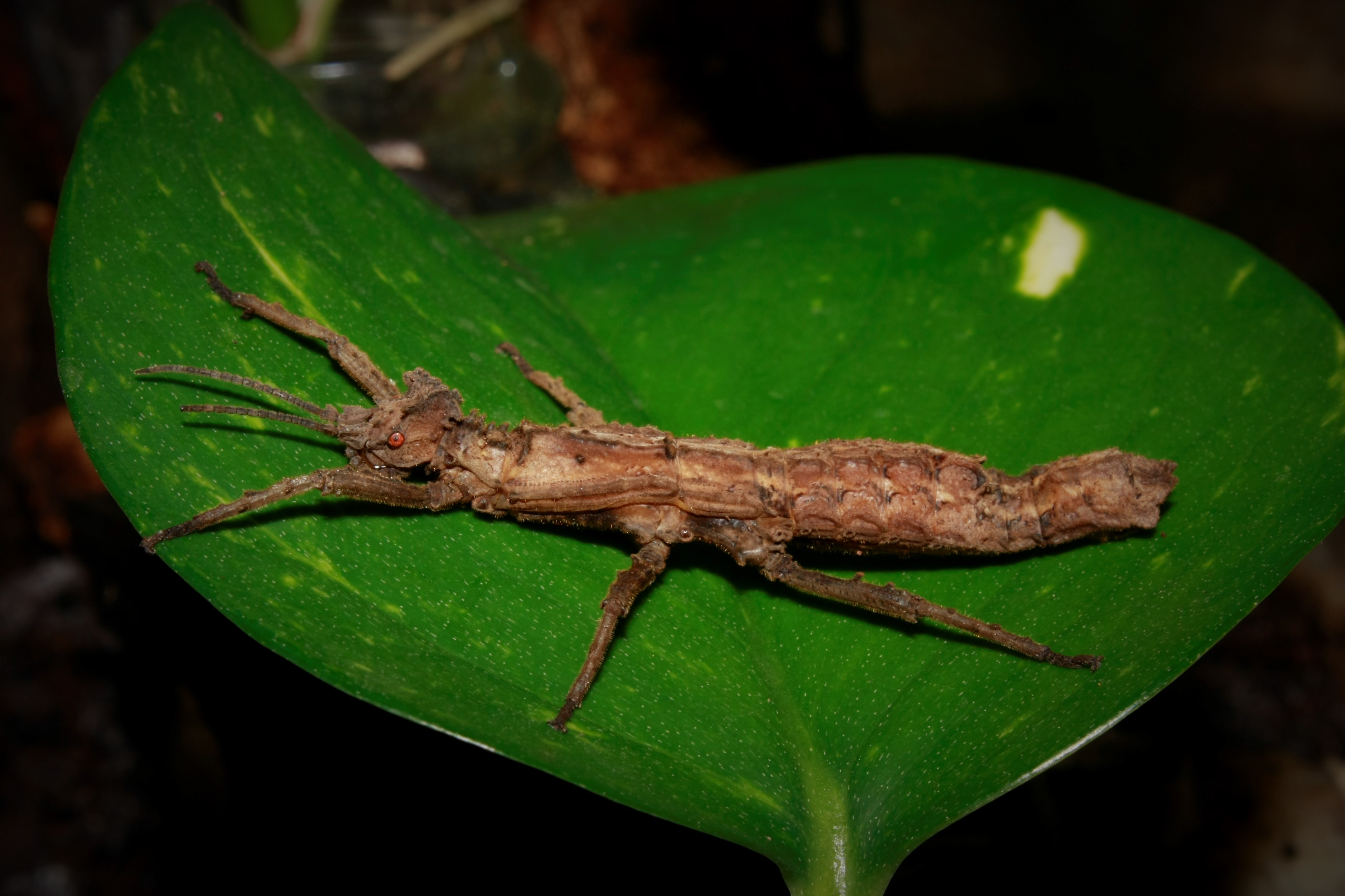
Pylaemenes s. sepilokensis ♀

Pylaemenes sepilokensis (Syn. Datames borneensis sepilokensis, Pylaemenes borneensis sepilokensis) ist ein auf Borneo, genauer im malaiischen Bundesstaats Sabah, vorkommender Vertreter der Gespenstschrecken (Phasmatodea).

## Merkmale
Die Weibchen erreichen in der Nominatform eine Länge von 45 bis 48 mm. Die Männchen werden 39 bis 45 mm lang. Beide Geschlechter haben orange Augen und eine braune, nicht glänzende Färbung, die bei den Männchen etwas dunkler ist. Diese Färbung und die stark strukturierte Körperoberfläche sorgen für eine Phytomimese, bei der die Tiere der Rinde von Bäumen ähneln.
Die Unterart Pylaemenes sepilokensis kinabaluensis bleibt etwas kleiner. Sie wird im männlichen Geschlecht lediglich 36,5 mm und im weiblichen Geschlecht 41 mm lang. Die Tiere unterscheiden sich von Pylaemenes sepilokensis sepilokensis durch das sich nach hinten deutlich verjüngende Mesonotum. Es ist beim Weibchen vorn 6,5 und hinten 5,5 mm breit. Beim Männchen verjüngt es sich von 5,5 auf 3,5 mm. Ansonsten ähnelt die Unterart morphologisch der Nominatform.

## Vorkommen und Lebensweise
Die Nominatform wurde an verschiedenen Orten im Distrikt Sandakan, meist im Sepilok Forest Reservat, gefunden. Die Unterart Pylaemenes sepilokensis kinabaluensis wurde im Nationalpark Kinabalu am Rand der Straße zum Gipfel des Kinabalu nahe dem Park-Hauptquartier gefunden. Die Art frisst an Blättern verschiedener Aronstabgewächse, an Curculigo-Arten (Familie Hypoxidaceae) sowie an Schraubenbäumen.
Die nachtaktiven Tiere verstecken sich tagsüber und reagieren bei Störung meist, indem sie sich totstellen. Die Weibchen legen ein, seltener zwei Eier pro Woche ab. Diese sind braun, 3,5 mm lang und 2,5 mm breit. Ihre Oberfläche ist mit ca. 0,5 mm langen, am Ende mit einem Doppelhaken versehenen Borsten bedeckt. Nach etwa 14 bis 18 Wochen beginnen die zunächst sehr hellen, ca. 11 mm langen Nymphen nachts zu schlüpfen. Während sie heranwachsen, zeigen sie oft Grüntöne in der ansonsten hellbeigen Grundfärbung. Bis sie adult sind, vergehen bei den Männchen fünf bis sechs, bei den Weibchen sechs bis acht Monate.

## Systematik
Die Art wurde 1998 von Philip E. Bragg als eine von drei Unterarten von Datames borneensis beschrieben. Als Holotypus wurde ein bereits am 29. Juni 1927 nahe Sandakan gesammeltes Weibchen ausgewählt. Es war bereits im F.M.S. Museum hinterlegt und wurde ins heutige Naturalis überführt. Paratypen sind zwei Weibchen und drei Männchen, die aus der Sepilok Forest Reserve stammen. Die Weibchen wurden im September 1982 von C.L. Chan gesammelt und befinden sich gemeinsam mit je einem 1992 und einem 1994 gesammelten, männlichen Paratypus in dessen Privatsammlung. Das dritte, ebenfalls 1994 gesammelte Männchen befindet sich in der Privatsammlung von Francis Seow-Choen. Sowohl der ursprüngliche Art- als auch der Unterartname bezieht sich auf den Fundort.
Frank H. Hennemann synonymisierte 1998 die Gattung Datames mit Pylaemenes und zählt zu dieser lediglich Pylaemenes coronatus, Pylaemenes oileus und Pylaemenes pusillus (heute Planispectrum pusillum). Da die entsprechende Arbeit nur wenige Tage nach der Veröffentlichung von Braggs Beschreibung erschienen ist, sind hier unter anderem die drei Unterarten von Datames borneensis noch nicht berücksichtigt. Erstmals  werden Pylaemenes borneensis sepilokensis und die beiden anderen Unterarten 2004 als Vertreter dieser Gattung genannt.
Seow-Choen erhob 2016 alle drei Unterarten in den Status eigener Arten. Gleichzeitig beschrieb er mit Pylaemenes sepilokensis kinabaluensis eine Unterart zur Nominatform von Pylaemenes sepilokensis. Sowohl der männliche Holotypus, als auch der weibliche Paratypus wurden im September 2011 von Seow-Choen und Olivia Seow Wen im Kinabalu-Nationalpark gesammelt. Beide Typen sind im Sabah Parks Natural History Museum hinterlegt, welches auch als "Kinabalu Park Museum" bezeichnet wird und sich am Hauptquartier des Kinabalu-Nationalparks befindet.
Bei einer 2021 veröffentlichten molekulargenetischen Untersuchung wurden zwei als Pylaemenes sepilokensis angesprochene Stämme von unterschiedlichen Fundorten in Sabah, nämlich Sepilok und Tawau, als nicht konspezifisch ermittelt. Dem folgend müsste es sich bei dem in Tawau gesammelten Stamm um eine andere, noch unbeschriebene Art handeln.

## Terraristik
Pylaemenes sepilokensis wurde für die Terraristik erstmals durch Mark Bushell im Sommer 2001 auf Borneo, genauer in der Nähe von Sepilok gesammelt und nach Europa gebracht. Die Art erhielt von der Phasmid Study Group die PSG-Nummer 245. Nachdem sie zwischenzeitlich verschollen war, ist sie nach weiteren Importen durch Ian Abercrombie seit 2015 wieder in Zucht. Neben einem Zuchtstamm aus Sepilok existiert ein weiterer aus Tawau, der bisher ebenfalls als Pylaemenes sepilokensis angesprochen wird, aber einer eigenen Art zugerechnet werden muss.
Als Futterpflanzen eignen sich anders als bei den meisten anderen Datamini dauerhaft weder Haseln, noch Brombeeren oder andere Rosengewächse. Die Art lässt sich dagegen, wie auch ihre engeren Verwandten, gut mit Efeututen, Philodendren oder Dieffenbachien halten und vermehren.

## Bilder

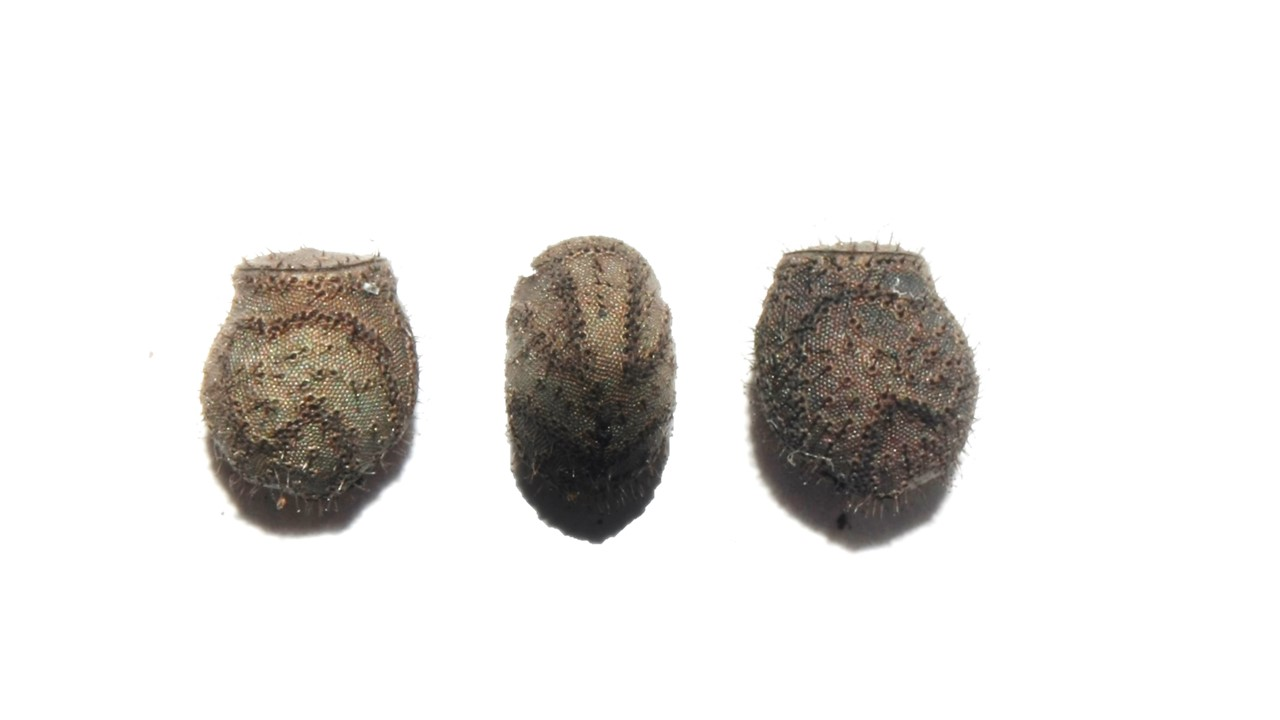
Pylaemenes s. sepilokensis, Eier
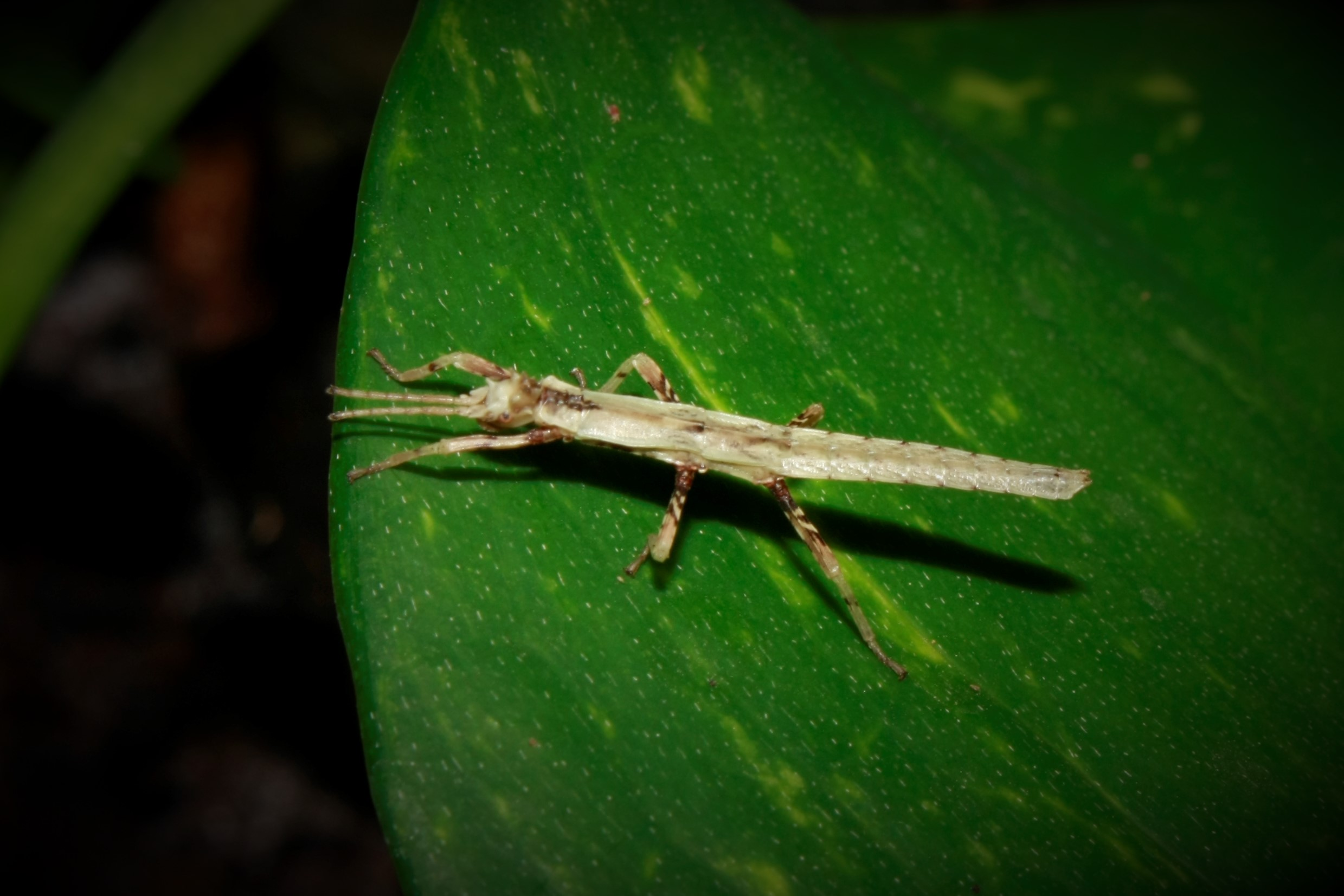
Pylaemenes s. sepilokensis, Nymphe
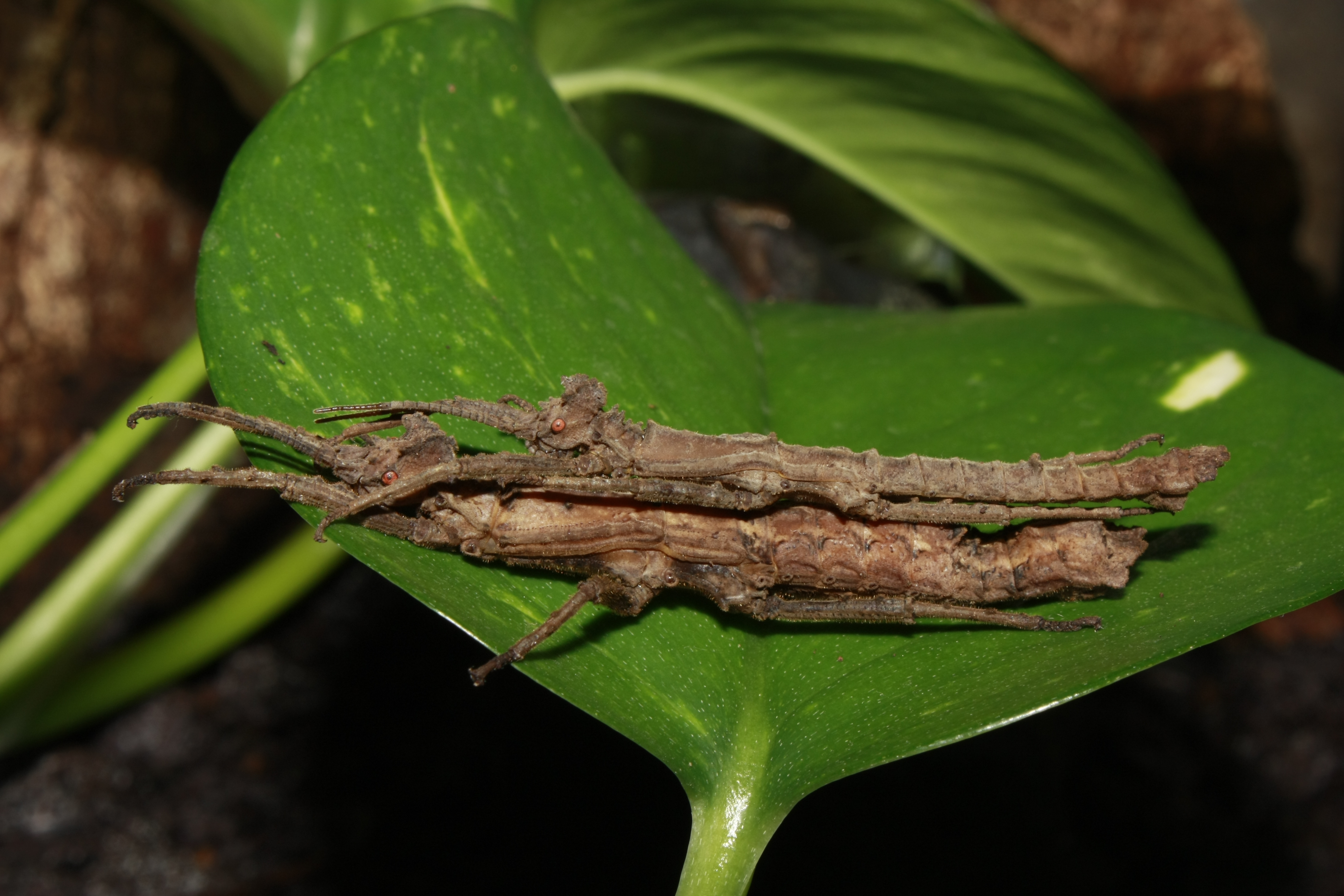
Pylaemenes s. sepilokensis, Pärchen
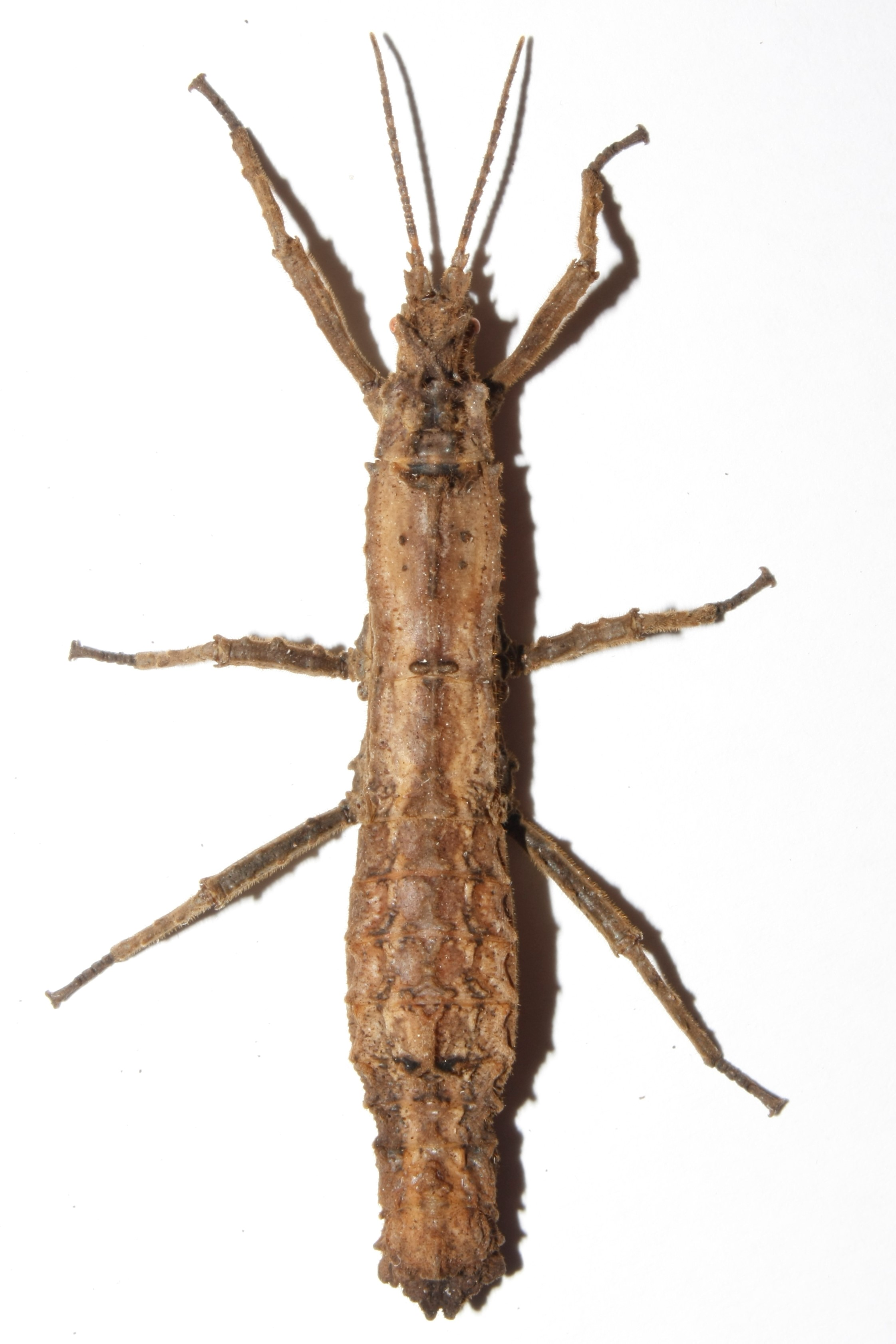
Pylaemenes s. sepilokensis, ♀ von oben
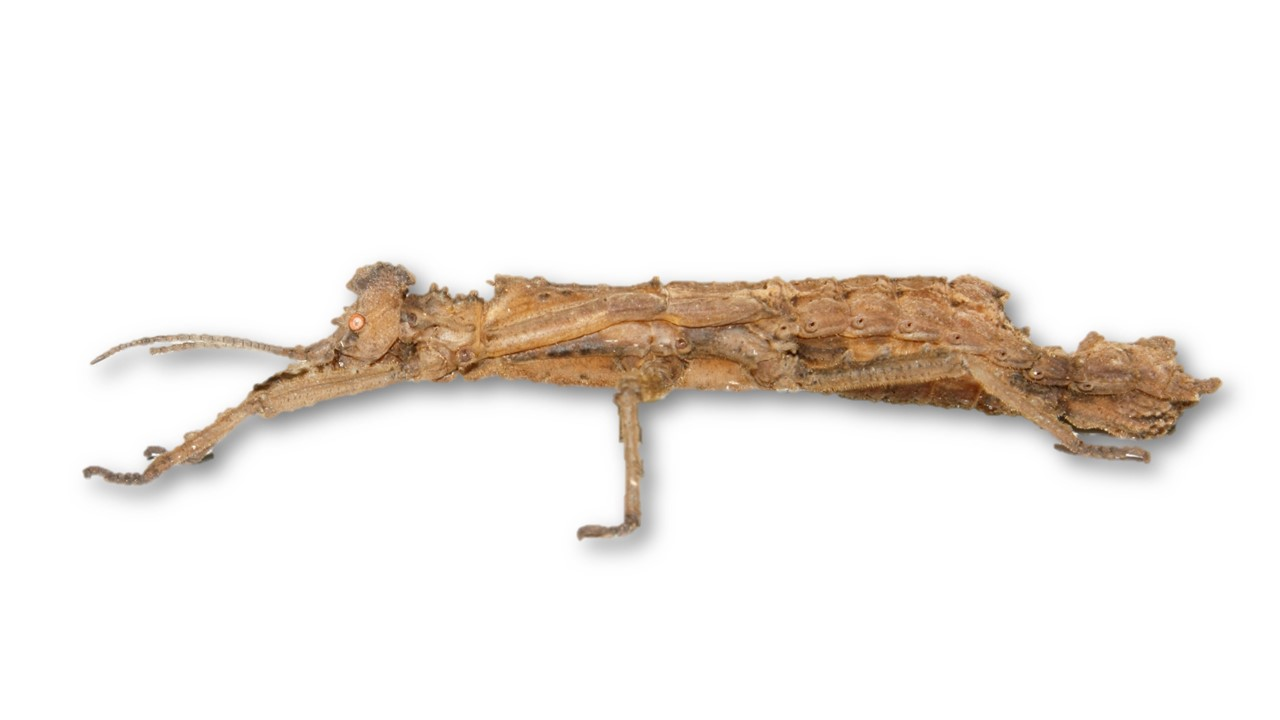
Pylaemenes s. sepilokensis, ♀ seitlich